# Mateo Cassierra
Zander Mateo Cassierra Cabezas (Barbacoas, 13 april 1997) is een Colombiaans voetballer die doorgaans als centrumspits speelt. Hij verruilde medio 2022 PFK Sotsji voor  FK Zenit. Hij maakte in 2023 zijn debuut voor het Colombiaans voetbalelftal.

## Clubcarrière

### Deportivo Cali
Cassierra stroomde in 2015 door vanuit de jeugd van Deportivo Cali. Op 19 februari 2015 maakte hij zijn officiële debuut in het betaald voetbal voor Deportivo Cali. Op die dag speelde Cali een bekerwedstrijd tegen Deportivo Cortuluá die met 3-2 werd verloren. Zijn eerste doelpunt voor Cali maakte hij een maand later in de bekerwedstrijd tegen Atlético Baleares. In deze wedstrijd die Cali met 4-3 verloor was Casierra na vijf minuten spelen verantwoordelijk voor de openingstreffer. In zijn debuutseizoen kwam Cassierra tot acht doelpunten in 23 competitieduels en scoorde hij driemaal in tien bekerwedstrijden.

### Ajax
Cassierra tekende in juni 2016 een contract tot medio 2021 bij AFC Ajax. Dat betaalde circa 5,5 miljoen euro voor hem aan Deportivo Cali. Cassierra maakte zijn officiële debuut voor Ajax op 26 juli 2016 in de derde voorronde van de UEFA Champions League. Op die dag speelde Ajax een thuiswedstrijd tegen het Griekse PAOK Saloniki die in een 1-1 gelijkspel eindigde. Cassierra begon in de basis en werd na ruim een uur spelen vervangen door Amin Younes. Zijn debuut in de Eredivisie volgde op 7 augustus 2016, tijdens de seizoensopener van Ajax op bezoek bij promovendus Sparta Rotterdam. Cassierra was met zijn eerste officiële doelpunt voor Ajax in de 65e minuut verantwoordelijk voor de 1-3. In juli 2018 werd Cassierra voor een halfjaar verhuurd aan FC Groningen. Na deze huurperiode werd Cassierra in januari 2019 voor anderhalf jaar verhuurd aan Racing Club de Avellaneda. Bij Racing Club kwam hij niet aan bod. Ondanks dat hij de landstitel meevierde, kwam hij in de competitie niet in actie en bleef zijn inzet beperkt tot twee bekerduels. Eind augustus 2019 werd de huurovereenkomst ontbonden.

### Belenenses SAD
Op 2 september 2019 tekende Cassierra een contract voor drie seizoenen bij Belenenses SAD.. Dat betaalde circa 1,2 miljoen euro voor hem aan Ajax.

### Sotsji en Zenit
Op 26 augustus 2021 tekende Cassierra een tweejarig contract bij PFK Sotsji. Na een sterk eerste seizoen in de Premjer Liga waarin hij 14 doelpunten maakte, werd hij medio 2022 aangetrokken door topclub FK Zenit. Dat betaalde circa 4,5 miljoen euro voor hem aan Sotsji.

## Clubstatistieken

### Beloften
| Seizoen         | Club                |                    | Competitie             | Competitie | Competitie |
| Seizoen         | Club                | Wed.               | Competitie             | Dlp.       |            |
| --------------- | ------------------- | ------------------ | ---------------------- | ---------- | ---------- |
| 2016/17         | Jong Ajax           | Vlag van Nederland | Eerste divisie         | 17         | 11         |
| 2017/18         | Jong Ajax           | Vlag van Nederland | Eerste divisie         | 29         | 18         |
| Club totaal     | Club totaal         | Club totaal        | Club totaal            | 46         | 29         |
| 2018/19         | → Jong FC Groningen | Vlag van Nederland | Derde divisie zaterdag | 2          | 1          |
| Club totaal     | Club totaal         | Club totaal        | Club totaal            | 2          | 1          |
| Carrière totaal | Carrière totaal     | Carrière totaal    | Carrière totaal        | 48         | 30         |

Bijgewerkt tot en met 13 oktober 2018

### Senioren
| Seizoen         | Club            |                     | Competitie          | Competitie | Competitie | Beker | Beker | Internationaal | Internationaal | Overig | Overig | Totaal | Totaal |
| Seizoen         | Club            | Wed.                | Competitie          | Dlp.       | Wed.       | Dlp.  | Wed.  | Dlp.           | Wed.           | Dlp.   | Wed.   | Dlp.   |        |
| --------------- | --------------- | ------------------- | ------------------- | ---------- | ---------- | ----- | ----- | -------------- | -------------- | ------ | ------ | ------ | ------ |
| 2015            | Deportivo Cali  | Vlag van Colombia   | Categoría Primera A | 23         | 8          | 10    | 3     | 0              | 0              | —      | —      | 33     | 11     |
| 2016            | Deportivo Cali  | Vlag van Colombia   | Categoría Primera A | 20         | 4          | 0     | 0     | 6              | 2              | 0      | 0      | 26     | 6      |
| Club totaal     | Club totaal     | Club totaal         | Club totaal         | 43         | 12         | 10    | 3     | 6              | 2              | 0      | 0      | 59     | 17     |
| 2016/17         | Ajax            | Vlag van Nederland  | Eredivisie          | 17         | 2          | 3     | 2     | 9              | 0              | —      | —      | 29     | 4      |
| 2017/18         | Ajax            | Vlag van Nederland  | Eredivisie          | 4          | 1          | 1     | 0     | 0              | 0              | 0      | 0      | 5      | 1      |
| Club totaal     | Club totaal     | Club totaal         | Club totaal         | 21         | 3          | 4     | 2     | 9              | 0              | 0      | 0      | 34     | 5      |
| 2018/19         | → FC Groningen  | Vlag van Nederland  | Eredivisie          | 10         | 1          | 0     | 0     | 0              | 0              | —      | —      | 10     | 1      |
| Club totaal     | Club totaal     | Club totaal         | Club totaal         | 10         | 1          | 0     | 0     | 0              | 0              | 0      | 0      | 10     | 1      |
| 2018/19         | → Racing Club   | Vlag van Argentinië | Primera División    | 0          | 0          | 2     | 0     | 0              | 0              | 0      | 0      | 2      | 0      |
| 2019/20         | → Racing Club   | Vlag van Argentinië | Primera División    | 0          | 0          | 0     | 0     | 0              | 0              | 0      | 0      | 0      | 0      |
| Club totaal     | Club totaal     | Club totaal         | Club totaal         | 0          | 0          | 2     | 0     | 0              | 0              | 0      | 0      | 2      | 0      |
| 2019/20         | Belenenses SAD  | Vlag van Portugal   | Primeira Liga       | 29         | 4          | 2     | 0     | 0              | 0              | 0      | 0      | 31     | 4      |
| 2020/21         | Belenenses SAD  | Vlag van Portugal   | Primeira Liga       | 32         | 10         | 4     | 1     | 0              | 0              | 0      | 0      | 36     | 11     |
| Club totaal     | Club totaal     | Club totaal         | Club totaal         | 61         | 14         | 6     | 1     | 0              | 0              | 0      | 0      | 67     | 15     |
| Carrière totaal | Carrière totaal | Carrière totaal     | Carrière totaal     | 135        | 30         | 22    | 6     | 15             | 2              | 0      | 0      | 172    | 38     |

Bijgewerkt tot en met 11 juli 2021.

## Erelijst
| Competitie                |                |                |                |                |
| Competitie                | Aantal         | Jaren          |                |                |
| Deportivo Cali            | Deportivo Cali | Deportivo Cali | Deportivo Cali | Deportivo Cali |
| ------------------------- | -------------- | -------------- | -------------- | -------------- |
| Categoría Primera A       | 1x             | 2015-Apertura  |                |                |
| Jong Ajax                 |                |                |                |                |
| Eerste divisie            | 1x             | 2017/18        |                |                |
| Racing Club de Avellaneda |                |                |                |                |
| Primera División          | 1x             | 2018/19        |                |                |
| Zenit                     |                |                |                |                |
| Premjer Liga              | 1x             | 2022/23        |                |                |
| Russische Supercup        | 2x             | 2022, 2023     |                |                |